# Paluküla (Kehtna)
Paluküla (Duits: Palu) is een plaats in de Estlandse gemeente Kehtna, provincie Raplamaa. De plaats heeft de status van dorp (Estisch: küla).

## Bevolking
De ontwikkeling van de bevolking blijkt uit het volgende staatje:
| Jaar            | 2000 | 2011 | 2021 |
| --------------- | ---- | ---- | ---- |
| Aantal inwoners | 40   | 31   | 23   |

## Ligging
Paluküla ligt in het natuurpark Kõnnumaa maastikukaitseala (57,4 km²). De heuvel Paluküla hiiemägi, met 106 meter het hoogste punt van West-Estland, ligt in dit park. Ook het moerasgebied Lalli raba hoort bij het park en ligt gedeeltelijk op het grondgebied van Paluküla.

## Geschiedenis
Paluküla werd voor het eerst genoemd in 1241 onder de naam Palikyl. Het dorp viel bestuurlijk onder Jörden (Juuru). Vanaf 1526 viel Paluküla onder het landgoed Haehl (Ingliste). Het heette toen Pallenkull. In 1725 werd het dorp genoemd als Palloküll.